# Samuel Richardson
Samuel Richardson (født 19. august 1689 i Derbyshire, død 4. juli 1761 i London) var en engelsk romanforfatter.

## Baggrund
Richardson skulle have studeret, men hans forældres økonomi hindrede det, men som voksen kom han i bogtrykkerlære i London. Senere etablerede han sig som bogtrykker og arbejdede sig efterhånden op til en anset stilling som ejer af et stort bogtrykkeri. Allerede som dreng var han alvorlig og tænksom og holdt meget af at fortælle sine jævnaldrende meget moralske historier. Overfor piger var han ikke kurtiserende, men deres fortrolige, og flere bad ham om at skrive deres kærlighedsbreve. Efterhånden fik han et indgående kendskab til kvindenaturen.
Han havde allerede passeret de 50, da han udgav sin første roman Pamela (4 bind, 1740-41).  Allerede i 1741 parodierede Henry Fielding Pamela med sin Shamela, hvor Richardsons dydige heltinde skildres som en beregnende lykkejæger ude efter en rig ægtemand. Med lange mellemrum udgav Richardson to andre romaner: Clarissa Harlowe (8 bind, 1748) og Sir Charles Grandison (6 bind, 1754). Disse bindstærke romaner fik stor betydning i den engelske litteratur ved, i modsætning til samtidens litteratur, at hævde den borgerlige moral, og de gjorde da også uhyre lykke.

## Brevromanerne
Pamela og Clarissa læses sjældent i dag, men fik enorm betydning i samtiden. Begge er brevromaner og handler om, hvordan en dydig, borgerlig pige nærmest belejres af en umoralsk adelsmand. I brevene udmales pigernes nød, deres standhaftighed og deres tvetydige følelser overfor manden, der belejrer dem, og som de slet ikke ser på som utiltrækkende. I Pamela truer aristokraten med at voldtage pigen; i Clarissa gør han det også. I Pamela er manden til sidst så udkørt, at han anholder om hendes hånd, selv om hun kun er en tjenestepige - og da alt dermed er i orden, giver hun ham nådigt sit ja. I Clarissa har belejreren fjernet denne mulighed ved at begå voldtægt - så pigen afviser hans frieri. Richardson etablerede med dette en ny kliché, myten om det forbilledlige kærlighedspar, hvor ægteskabet skal bygge på følelser, og kønslivet være tabubelagt for kvinden. Op mod adelens umoral sættes borgerskabets dyd. Elskeren optræder mandigt og aktivt, mens heltinden er passiv og huslig, optaget af følelser og fuldkomment principfast og dydig på det seksuelle område: En kvindelig engel belejret af en mandlig djævel. Først efter frieriet kan kvinden røbe sine følelser og elske sin tidligere plageånd. Hermed havde Richardson skabt to at litteraturens klichéer: Manden, der stiller sine drifter åbent til skue, så den dydige heltinde gysende kan blive klar over sine egne, undertrykte seksuelle impulser. 
Samuel Johnson sagde: "Læser man Richardson for historiens skyld, vil ens tålmodighed blive så hårdt prøvet, at man hænger sig."  Men da første del af Pamela udkom i november 1740, var den en øjeblikkelig succes. Tjenestepigens frue dør, og herren, Mr B, beder Pamela om at blive i huset for at tage sig af linnedet. Så begynder han at kurtisere hende; en gang hopper han ud af skabet, lige da hun har klædt sig af og er på vej i seng. Hun frelses af husholdersken, der træder ind i værelset. Så sender Mr B hende ud på landstedet og prøver der at voldtage hende, mens en anden kvinde holder hendes hænder; men Pamela får kramper, så han opgiver igen sit forehavende. Med en moralsk fortælling som skalkeskjul skrev Richardson noget, der lå tæt op til pornografi. Men det havde man knapt kendskab til; først fem år senere kom Fanny Hill. Richardsons bøger repræsenterede også noget nyt på den måde, at samtidens liv pga brevformen for første gang blev beskrevet og udpenslet i de mindste enkeltheder: og hovedvægten er lagt på den indre udvikling, på sjælemaleriet. Publikum læste bogen for at træde ind i handlingen, i Pamelas verden, hvor hun uafbrudt befandt sig i fare for at blive voldtaget. I dele af England ringede man med kirkeklokkerne, da romanens sidste del udkom, hvor det fremkom, at Pamela bevarer sin dyd frem til alteret. 
Ligesom Robinson Crusoe havde Pamela evnen til at rive læserne ud af deres egne liv og levendegøre en fantasiverden. I næste omgang skrev Richardson Clarissa efter samme opskrift; dobbelt så lang som Pamela, og en endnu større succes. Denne gang bliver heltinden voldtaget - Lovelace bedøver hende med opium - og dør af skam og ydmygelse. Igen lovpriste præsterne romanen fra prædikestolen for dens moralske indhold, mens læserne oplevede blandede følelser af medlidenhed, forargelse og ophidselse. Da Boccaccio og Shakespeare skrev om forelskede par, anså publikum det som normalt, at parrene også søgte at have samleje. På Richardsons tid havde det helt ændret sig. I øvrigt blev navnet på hans skurk, Lovelace, betegnelsen på en libertiner med fine manerer. 
Rousseau fulgte i Richardsons fodspor, da han i 1760 udgav Julie (Den nye Heloise). Der er spor af Pamela både hos Charlotte Brontë i Jane Eyre, og hos Jane Austen i Stolthed og fordom.
Den svageste af romanerne er Charles Grandison, hvor der i modsætning til Lovelace skildres en brav mand; men han er ulidelig kedelig. 
Richardsons bøger blev i sin tid oversat til alle europæiske hovedsprog; også på dansk findes der fra 1700-tallet oversættelser af dem.

### Romaner
- Pamela, or Virtue rewarded, in a series of familiar letters from a beautiful young damsel, to her parents. Published in order to cultivate the principles of virtue and religion in the mind of both sexes (1740)
- Clarissa or, the History of a Young Lady (1748)
- The history of Sir Charles Grandison (1753)

### Sagprosa
- The apprentice's vade mecum (1734)
- A seasonable examination of playhouses (1735)